# Красинский сельсовет (Красноярский край)
Красинский сельсовет — упразднённые административно-территориальная единица и муниципальное образование (сельское поселение) в Тюхтетском районе Красноярского края.
Административный центр — село Красинка.
Сельское поселение было упразднено в марте-апреле 2020 года в связи с преобразованием Тюхтетского муниципального района в муниципальный округ, переходный период до 1 января 2021 года. На уровне административно-территориального устройства соответствующий сельсовет был упразднён со 2 августа 2021 года в связи с преобразованием Тюхтетского района в округ.

## История
Статус и границы сельского поселения установлены Законом Красноярского края от 25 февраля 2005 года № 13-3119 «Об установлении границ и наделении соответствующим статусом муниципального образования Тюхтетский район и находящихся в его границах иных муниципальных образований»

## Население
| 2010 | 2012 | 2013 | 2014 | 2015 | 2016 | 2017 |
| ---- | ---- | ---- | ---- | ---- | ---- | ---- |
| 173  | ↗175 | ↘169 | ↘158 | ↘153 | ↘148 | ↘143 |

## Состав сельского поселения
В состав сельского поселения входит один населённый пункт — село Красинка.

## Местное самоуправление
Красинский сельский Совет депутатов
Дата избрания: 14.03.2010. Срок полномочий: 5 лет. Количество депутатов:  7
Глава муниципального образования
- Чехмарева Оксана Михайловна. Дата избрания: 14.03.2010. Срок полномочий: 5 лет